# Lukové pliesko
Lukové pliesko je drobné jezírko v Nízkých Tatrách na Slovensku na severovýchodním svahu Chopku. Vzniklo po ústupu ledovce ze severních svahů Chopku zahrazením morénou.

## Vodní režim
Z plieska vyteká potok Luková (povodí Demänovky).

## Okolí
V okolí plesa se střídají louky, porosty kosodřeviny a suťoviště.